# Michel Laclotte
Pour les articles homonymes, voir Laclotte.
Michel Laclotte, né le 27 octobre 1929 à Saint-Malo et mort le 10 août 2021 à Montauban, est un historien d'art et conservateur de musées français, spécialiste de la peinture française et italienne des XIVe siècle et XVe siècle. Il a dirigé l'équipe de préfiguration du musée d'Orsay jusqu'à son ouverture (1986), et a été directeur  puis président du musée du Louvre (1987-1994) où il mena les travaux de transformation du Grand Louvre. À sa mort, il lègue à la Fondation pour l'art et la recherche un fonds permettant la création du Prix Michel Laclotte pour récompenser des travaux de recherche de jeunes conservateurs ou attachés de conservation.

## Biographie
Élève au collège de Saint-Servan, il a pour professeur de dessin le peintre Étienne Blandin (1903-1991).
Michel Laclotte entre à l'École du Louvre après avoir suivi la classe préparatoire à l'École des chartes au lycée Henri-IV (Paris). Il suit les cours de peinture étrangère et de peinture française. En 1955, il soutient sa thèse autour des tableaux toscans des musées français hors du musée du Louvre et du musée Jacquemart-André. Après avoir réussi le concours des Musées de France, il est nommé conservateur à l'Inspection générale des Musées de Province. En 1956, il organise avec Jean Vergnet-Ruiz une exposition au musée de l'Orangerie autour des tableaux des primitifs italiens conservés dans les musées de provinces français. Dans les années qui suivent, il organise d'autres expositions autour des tableaux conservés dans les musées de provinces : en 1958, à Londres, autour du XVIIe siècle français puis en 1963 à Paris autour de la peinture espagnole et enfin en 1965 au Petit Palais autour du XVIe siècle européen.
En 1966, Michel Laclotte succède à Germain Bazin à la tête du département des peintures du musée du Louvre. Il réorganise alors le département à la demande d'André Malraux, ministre de la culture. À cette époque, l'aile de Flore alors occupée par la Loterie nationale est rattachée au musée du Louvre et occupée par le département des peintures. À partir de 1972, il défend l'idée de transformer la gare d'Orsay en musée, il en sera le conservateur en chef jusqu’à son ouverture en 1986. Il est l'un des acteurs essentiels du projet de Grand Louvre lancé par François Mitterrand. Il devient directeur du musée entre 1987 et 1992, puis son premier président entre 1992 et 1994, après la transformation du musée en établissement public.
Il préside la mission de préfiguration chargée de créer l'Institut national d'histoire de l'art entre 1995 et 2000. Il en est ensuite le vice-président scientifique. Parallèlement à sa carrière de conservateur il enseigne à l'École du Louvre. Pour encourager les jeunes chercheurs parmi les conservateurs et attachés de conservation du patrimoine français un prix est créé grâce à un legs de fonds qu'il fit à la fondation pour l'art et la recherche permettant de délivrer durant cinq ans deux prix annuels de 2.500 euros chacun.
Michel Laclotte était membre du club Le Siècle.

## Principales publications

### Ouvrages
- Exposition de peinture hollandaise provenant... du Musée du Louvre (exposition, musée de Tourcoing, décembre 1953), Tourcoing : Musée, 1953
- De Giotto à Bellini : les primitifs italiens dans les musées de France (exposition, Paris, musée de l'Orangerie, 1956), Paris : Éditions des Musées nationaux, 1956
- (avec Ch. Sterling, O. Raggio, S. Béguin) Exposition de la collection Robert Lehman (Paris, musée de l'Orangerie, 1957), Paris : Éd. des musées nationaux, 1957
- (préface de A. Blunt) The Age of Louis XIV (exposition, Londres, Royal Academy of arts, 1958), London : Royal Academy of arts, 1958
- Le XVIIe siècle français. Chefs-d'œuvre des musées de province, Paris : Les Presses artistiques, 1958
- L'École d'Avignon : la peinture en Provence aux XIVe et XVe siècles, Paris : Gonthier-Seghers, 1960
- Trésors de la peinture espagnole : églises et musées de France (exposition, Paris, musée des Arts décoratifs, janvier-avril 1963), Paris : Ministère d'État Affaires culturelles, 1963
- Primitifs français, Paris : Hachette [1966]
- Ingres (exposition, Paris, musée du Petit Palais, 27 octobre 1967-29 janvier 1968), Paris : Réunion des musées nationaux, 1967
- Musée du Louvre. Peintures, Paris : Flammarion, 1969
- (dir.) Dictionnaire des grands peintres, Paris : Larousse, 1970. Rééd. 1983, 1989, 1991.
- Avignon, Musée du Petit Palais : peinture italienne, Paris : Éditions des Musées nationaux, 1976
- (avec S. Béguin et C. Ressort) Retables italiens du XIIIe   au   XVe siècle (exposition, Paris, Musée national du Louvre, 14 octobre 1977-15 janvier 1978), Paris : Réunion des musées nationaux, 1978
- (avec J.-P. Cuzin) Petit Larousse de la peinture, Paris : Larousse, 1979
- (avec J.-P. Cuzin) Le Louvre : la peinture européenne, Paris : Éditions Scala, 1982
- (avec D. Thiébaut) L'École d'Avignon, Paris : Flammarion, 1983
- (collectif) Dictionnaire de la peinture, Paris : Larousse, 1987. Rééd. 1989, 1993, 1996, 1999, 2003
- (avec J.-P. Cuzin et A. Ottani Cavina), Mélanges en hommage à Pierre Rosenberg : peintures et dessins en France et en Italie, XVIIe – XVIIIe siècles, Paris : Réunion des Musées Nationaux, 2001
- (avec M. Phéline) L'art et l'esprit de Paris, Paris : Seuil, 2003
- Histoires de musées : Souvenirs d'un conservateur, Paris : Scala, 2003, rééd. 2022.
- Mantegna à Mantoue, Paris : Gallimard, coll. « Découvertes Gallimard Hors série », 2008
- (collectif) Figures de la réalité : caravagesques français, Georges de La Tour, les frères Le Nain..., Paris : Hazan-INHA, 2010

### Article
Sylvie Aubenas, Eric de Chassey, Michel Laclotte, Nabila Oulebsir, Philippe Plagnieux et Agnès Rouveret, « La monographie d’artiste : une contrainte, un modèle, un schéma adaptable ? », Perspective, 4 | 2006, 504-512 [mis en ligne le 31 mars 2018, consulté le 31 janvier 2022. URL : http://journals.openedition.org/perspective/10437 ; DOI : https://doi.org/10.4000/perspective.10437].

### Sources
- « Michel Laclotte se met à (re)table… », Louvr'Boîte, no 7,‎ septembre 2010, p. 12-18 (ISSN 1969-9611, lire en ligne).
- Jean-Pierre Cuzin, « Disparition de Michel Laclotte (1929-2021) », L'Objet d'art, no 582,‎ octobre 2021, p. 14-15.